# マーサ三宅
マーサ 三宅（マーサ みやけ、Martha Miyake、本名：三宅 光子（みやけ みつこ）、1933年5月13日 - 2025年5月14日）は、日本の女性ジャズ・ボーカリスト。

## 経歴
当時の満洲国四平街（後の中国東北部吉林省四平市）に生まれる。
日本音楽学校卒業直後の1953年5月にプロデビューし、米軍キャンプで歌い始めたが、本人は後にこれを「生活していくために苦しまぎれに歌手になった」と語っている。
翌1954年にレイモンド・コンデとゲイ・セプテットの専属歌手となり、注目を集め、2年ほど在籍。
レコードデビューは、1955年にマーキュリー・レコードから出たSP盤であったが、1958年にはキングレコードから初のアルバム『東京キャナリーズ』がLP盤でリリースされた。
1956年に、その当時はジャズ評論家がおもな仕事であった大橋巨泉と結婚した。きっかけは、巨泉が虫垂炎になった際、家族に代わって病院に付き添ったことだったという。この結婚で夫妻の間には2人の娘（後のジャズ歌手、大橋美加と豊田チカ）が生まれたが、巨泉の仕事の軸がテレビの放送作家の仕事に移るようになると、それに反対だった三宅との間にすれ違いが生じ、1964年には別居状態となり、1967年に離婚に至った。
1972年、後進を指導する場としてマーサ三宅ヴォーカルハウスを開校し、以降、大橋純子、今陽子、芹洋子らを輩出した。この活動は2018年まで続いた。
1988年には、第13回南里文雄賞を受賞したが、これは歌手としては第11回の笈田敏夫に次いで2人目、女性歌手では初めてのことであった。1990年には、第6回日本ジャズヴォーカル賞大賞を受賞した。
1994年には、1993年度の芸術祭賞を受賞したが、これも女性ジャズ歌手としては初めてのことであった。2000年に紫綬褒章、2006年に旭日小綬章を受章した。
2025年5月14日、老衰のため東京都で死去。92歳没。

## おもなディスコグラフィ
以下は、CDで流通している作品
- 夜明けのスキャット -あなたと夜とスキャット-（ブリッジ、2007年）- 1969年のLP盤からの復刻
- （マーサ三宅、八城一夫トリオ） NICE'N'EASY（日本コロムビア、2014年）- 1972年のLP盤からの復刻
- （マーサ三宅、後藤芳子）マーサ&ヨシコ（キングレコード、2012年）- 1976年のライブ/LP盤からの復刻

- マーサ三宅presents~スタンダード・ジャズ・ボーカル・ベスト60（マーキュリー・ミュージックエンタテインメント、1990年）
- ウィズ・ストリングス（P-JAZZ、2001年）
- 愛の哀しみを歌う（ユニバーサル・ミュージック、2007年）
- memories30th 歌手生活30周年記念リサイタル Live（MARTHA RECORDS、2008年）- 1983年のライブ音源
- Softly As I Leave You（SPACE SHOWER MUSIC、2009年）
- マーサ〜なんて静かなんだろう〜（JAZZFREAK RECORDS、2011年）
- マイ・フェイバリット・ソングス（キングレコード、2012年）
- （マーサ三宅 with マーサ・シンガーズ）帰り来ぬ青春 - Yesterday When I Was Young Original recording remastered（ラッツパック・レコード、2014年）

## おもな著作
- Taste of jazz：聴いておきたい名曲jazz20（主婦の友社、1988年）、CD付選曲
- 星空にスウィングを（女の自叙伝：婦人画報社、1989年）